# Hôtel de Boullongne
El hôtel de Boullongne o hôtel de Montbreton es una antiguo mansión privada ubicada en el n. 23, norte de place Vendôme, contiguo al hôtel de Fontpertuis y al hotel Peyrenc de Moras, en el 1 distrito de París.
Fue construido por y para el arquitecto Pierre Bullet entre 1710 y 1712, luego perteneció sucesivamente a las familias Law de Lauriston, Peyrenc de Moras, Tavernier de Boullongne y Boucher, antes de pasar a la familia Marquet de Montbreton y luego a la familia Leemans.
Propiedad fugaz de Crédit Foncier de France, fue comprada por el perfumista François Coty .
Pertenece, desde 2003, al Emir de Catar y alberga las boutiques de las casas de joyería Cartier y Bulgari .

## Historia
El terreno fue adquirido por el arquitecto Pierre Bullet, quien construyó allí su hotel desde 1710 hasta 1712.
En 1716, este último murió allí, y su hijo, el arquitecto Jean-Baptiste Bullet de Chamblain lo heredó y luego lo vendió en 1719 al financiero John Law de Lauriston.
El 17 de julio de 1720 Law casi fue masacrado allí, tras la caída de su sistema, y desde diciembre de 1720 se vio obligado a exiliarse.
En 1723, después de la muerte del Regente, su protector, se le prohibió permanecer en Francia y sus bienes fueron confiscados y luego pasados a su hija, Marie-Catherine. El mismo año, el ex peluquero Abraham Peyrenc de Moras, muy enriquecido gracias al sistema de Law, adquiere el hotel, así como el del n 25.
Finalmente, juzgando que el hotel estaba muy poco a la altura de su nueva condición, Peyrenc de Moras hizo construir el Hôtel de Biron y lo revendió a Guillaume Tavernier de Boullongne, quien hizo que las decoraciones fueran hechas allí por el pintor Nicolas Lancret.
En 1743, tras su muerte, pasó a manos de su hijo, Guillaume-Pierre Tavernier de Boullongne, tesorero general de las colonias francesas en América. Gran terrateniente y plantador en Basse-Terre en Guadalupe, de Boullongne se separó de su hotel en 1750, en favor de uno de sus conocidos, Jean-Baptiste-Jacques Boucher, intendente y tesorero de las colonias en América.
La viuda de este último lo revendió en 1768 al financiero Jean-Daniel Marquet de Montbreton, síndico de finanzas de Grenoble. Sus descendientes lo vendieron a la familia Leemans en 1811, que lo conservó durante unos cincuenta años, antes de convertirse, como muchos edificios de la plaza, en propiedad de Crédit Foncier de France.
En los años 1840-1860, fue alquilado al duque Edmond de La Croix de Castries, en espera de la importante reforma de su hotel en Castries.
De 1850 a 1869, el hotel albergó la boutique del relojero François Czapek, relojero personal del emperador Napoleón III y proveedor oficial de la corte imperial.
De 1858 a 1915, el zapatero Hellstern & Sons, proveedor de muchas cortes reales e imperiales europeas, se instaló en la planta baja.
En 1907, el hotel fue comprado por el empresario y perfumista François Coty, que instaló allí su tienda al año siguiente.
De 1900 a 1932, el primer piso fue alquilado a los comerciantes de arte Germain y Jacques Seligmann, quienes instalaron allí su galería de arte, junto con el Hôtel de Monaco, que compraron en 1909.
El hotel es propiedad de la empresa estadounidense Coty, que lo mantuvo hasta 2003, año en que lo adquirió el Emir de Catar, junto con el Hôtel d'Évreux, vecino al n 19.
Desde 1975 tiene su sede allí la joyería Cartier, así como la joyería Bulgari, desde 1979, que instaló allí su sede tras su absorción por el grupo LVMH.

## Protección
Está catalogado como monumento histórico, por sus fachadas y cubiertas, por orden de 13 de abril de 1931.